# Magyar női jégkorong-válogatott
A magyar női jégkorong-válogatott Magyarország nemzeti csapata, amelyet a Magyar Jégkorong Szövetség irányít.

## Története
Az első magyar női jégkorongcsapat 1992-ben alakult meg. Hazai ellenfelek híján a kölyök bajnokságban szerepeltek. Az 1993-1994-es szezontól tudott a Magyar Jégkorong Szövetség női bajnokságot indítani, kezdetben két csapattal. A magyar női jégkorong-válogatott első mérkőzését 1997 március 1-én játszotta a Budapest Sportcsarnokban Nagy-Britannia ellen. A válogatott első gólját a másnapi visszavágón Vörös Eszter szerezte. A mérkőzéseken Kiskartali Mónika, Kökényesi Eszter, Czédly Anita, Simon Nikolett, Vörös Eszter, Kolbenheyer Zsuzsanna, Fejős Ildikó, Sztudva Gyöngyi, Horváth Krisztina, Léb Annamária, Palla Csilla, Hegyi Márta, Kálmán Zita, Tímár-Geng Ildikó, Sas Mercédesz, Kis Mariann, Darányi Edit, Varga Diana, Szaicz Emese, Gérnyi Katalin, Molnár Edit és Tóvölgyi Tímea szerepeltek. A szövetségi kapitány Balogh Tibor volt. A válogatott az év végén Szlovákitól szenvedett két vereséget.
A válogatott az 1998-1999-es szezontól a magyar kölyök bajnokságban szerepelt. 1999 márciusában először indult a csapat IIHF rendezvényen. A székesfehérvári vb selejtezőn Dél-Afrika ellen megszerezte az első győzelmét. A tornán a harmadik helyet szerezte meg. A következő szezontól Vadócz Bence vette át a csapat irányítását. A csapat ismét a vb selejtezőn indulhatott, ahol hatodik lett. A 2001-es vb selejtezőn a maribori csoportban szerepelt a válogatott, ahol ötödik helyezést ért el. Ezt követően Vladimir Matejovot nevezték ki kapitánynak. Az olimpia évében nem rendeztek világbajnokságot. A válogatott az IIHF challenge tornáján indult Tillburgban, ahol történetének legsúlyosabb vereségét (0-17) szenvedte el a B csoportos Franciaországtól.
A következő szezontól ismét Balogh Tibor lett a szövetségi kapitány. A 2003-as divízió III-as világbajnokságon negyedik volt a csapat. Ezen 2004-ben egy helyezést sikerült javítani. 
2015-ös szezontól Marton Tibort nevezték ki szövetségi kapitánynak. 2016 áprilisában a válogatott megnyerte a divízió I/B világbajnokságot. Ezzel első alkalommal jutott fel a világbajnokság divízió I/A csoportjába.
2019 április 13-án a női válogatott története során először kiharcolta az A csoportos világbajnoki szereplés lehetőségét miután megnyerte a 2019-es női IIHF divízió I-es jégkorong-világbajnokságot.
2020 júliusában a kanadai Lisa Haley lett a szövetségi kapitány. A trénerrel 2021 augusztusáig szóló szerződést kötött a magyar szövetség. A koronavírus-járvány miatt a jégkorong-világbajnokságot csak 2021-ben rendezték meg újra, így a magyar válogatott ekkor debütált a legfelsőbb divízióba. Első mérkőzését Németország ellen játszotta a csapat 2021. augusztus 21-én, és 3–0-s vereséget szenvedett esélyesebb riválisától. Második mérkőzésén, a Csehország elleni 4–2-es vereség során Dabasi Réka megszerezte az első magyar gólt az elit-világbajnokságok történetében. A csoportkör utolsó, 4. fordulójában Dániát 5–1 -re legyőzve szerezte meg története első elit-világbajnoki győzelmét a csapat.
2021 novemberében a válogatott az olimpiai selejtezők utolsó fázisában a chomutovi csoportban szerepelt. A csapat az utolsó fordulóban, Csehországtól elszenvedett vereséggel második lett, így nem sikerült kiharcolnia az indulás jogát a pekingi téli olimpián.
2023-ban a válogatott kiesett az elit-világbajnokságról, de egy év múlva a klagenfurti divízió 1/A-világbajnokságon újból kiharcolta a feljutást az elit osztályba.
2025 februárjában a válogatott az olimpiai selejtezők utolsó fázisában a bremerhaveni csoportban szerepelt. A csapat az utolsó fordulóban, a házigazda Németországtól elszenvedett vereséggel második lett, így ezúttal sem sikerült kiharcolnia az indulás jogát a téli olimpiára.

## Jelenlegi keret
A 2023-as világbajnokságra nevezett csapat
| Magyar női jégkorong-válogatott játékoskerete | Magyar női jégkorong-válogatott játékoskerete | Magyar női jégkorong-válogatott játékoskerete | Magyar női jégkorong-válogatott játékoskerete | Magyar női jégkorong-válogatott játékoskerete | Magyar női jégkorong-válogatott játékoskerete | Magyar női jégkorong-válogatott játékoskerete |
| #                                             | Név                                           | Poszt                                         | Magasság                                      | Súly                                          | Kor                                           | Klub                                          |
| --------------------------------------------- | --------------------------------------------- | --------------------------------------------- | --------------------------------------------- | --------------------------------------------- | --------------------------------------------- | --------------------------------------------- |
| 25                                            | Bogáti Bianka                                 | K                                             | 163 cm                                        | 53 kg                                         | 2005. január 21. (18 évesen)                  | HK Budapest                                   |
| 01                                            | Németh Anikó                                  | K                                             | 165 cm                                        | 57 kg                                         | 1996. szeptember 6. (26 évesen)               | MAC Budapest                                  |
| 33                                            | Révész Zsuzsa                                 | K                                             | 165 cm                                        | 78 kg                                         | 2005. augusztus 17. (17 évesen)               | Debreceni EAC                                 |
| 04                                            | Taylor Baker                                  | V                                             | 165 cm                                        | 65 kg                                         | 1997. július 30. (25 évesen)                  | Montreal Force                                |
| 26                                            | Faggyas Lilla                                 | V                                             | 176 cm                                        | 63 kg                                         | 2002. február 25. (21 évesen)                 | HK Budapest                                   |
| 14                                            | Kiss-Simon Franciska                          | V                                             | 180 cm                                        | 73 kg                                         | 1995. november 7. (27 évesen)                 | HK Budapest                                   |
| 96                                            | Sarah Knee                                    | V                                             | 185 cm                                        | 85 kg                                         | 1996. március 29. (27 évesen)                 | KalPa                                         |
| 71                                            | Mayer Fruzsina                                | V                                             | 168 cm                                        | 75 kg                                         | 2000. július 16. (22 évesen)                  | HK Budapest                                   |
| 02                                            | Németh Bernadett                              | V                                             | 165 cm                                        | 55 kg                                         | 1996. szeptember 6. (26 évesen)               | MAC Budapest                                  |
| 13                                            | Odnoga Lotti                                  | V                                             | 174 cm                                        | 71 kg                                         | 1999. január 19. (24 évesen)                  | University of St. Thomas                      |
| 17                                            | Tóth Enikő                                    | V                                             | 163 cm                                        | 61 kg                                         | 1996. március 17. (27 évesen)                 | BJA                                           |
| 15                                            | Dabasi Réka                                   | T                                             | 168 cm                                        | 62 kg                                         | 1996. december 24. (26 évesen)                | Metropolitan Riveters                         |
| 11                                            | Gasparics Fanni                               | T                                             | 167 cm                                        | 62 kg                                         | 1994. november 20. (28 évesen)                | Metropolitan Riveters                         |
|                                               | Gondos Tamara                                 | T                                             | 162 cm                                        | 54 kg                                         | 2005. november 8. (17 évesen)                 | MAC Budapest                                  |
| 10                                            | Horváth Imola                                 | T                                             | 168 cm                                        | 73 kg                                         | 2002. augusztus 2. (20 évesen)                | MAC Budapest                                  |
| 18                                            | Huszák Alexandra                              | T                                             | 173 cm                                        | 62 kg                                         | 1995. június 18. (27 évesen)                  | HK Budapest                                   |
| 97                                            | Jókai Szilágyi Kinga                          | T                                             | 168 cm                                        | 62 kg                                         | 1997. augusztus 19. (25 évesen)               | MAC Budapest                                  |
| 88                                            | Kreisz Emma                                   | T                                             | 175 cm                                        | 73 kg                                         | 2003. szeptember 2. (19 évesen)               | Stanstead College                             |
| 77                                            | Metzler Regina                                | T                                             | 178 cm                                        | 73 kg                                         | 2005. október 25. (17 évesen)                 | Ontario Hockey Academy                        |
| 07                                            | Pázmándi Zsófia                               | T                                             | 163 cm                                        | 62 kg                                         | 2002. december 16. (20 évesen)                | Ontario Hockey Academy                        |
| 22                                            | Rónai Alexandra                               | T                                             | 160 cm                                        | 61 kg                                         | 1993. december 8. (29 évesen)                 | MAC Budapest                                  |
| 72                                            | Seregély Míra                                 | T                                             | 176 cm                                        | 68 kg                                         | 2003. április 27. (19 évesen)                 | University of Maine                           |
| 12                                            | Strobl Lara                                   | T                                             | 155 cm                                        | 48 kg                                         | 2003. május 11. (19 évesen)                   | HK Budapest                                   |
| 08                                            | Szamosfalvi Petra                             | T                                             | 164 cm                                        | 61 kg                                         | 2002. május 10. (20 évesen)                   | HK Budapest                                   |
| 03                                            | Hayley Williams                               | T                                             | 163 cm                                        | 59 kg                                         | 1990. június 3. (32 évesen)                   | Gyinamo-Nyeva                                 |
| Szövetségi kapitány: Pat Cortina              |                                               |                                               |                                               |                                               |                                               |                                               |

Faggyas Lilla és Gondos Tamara tartalékként utazott a vb-re. Faggyas a sérült Mayer Fruzsina helyett április 10-én bekerült a keretbe.
- Posztok rövidítései: K – Kapus, V – Védő, T – Támadó
- Kor: 2023. április 6-i életkor

## Eredmények

### Világbajnokság
- 1999 – (selejtező 3.)
- 2000 – 22. (selejtező 6.)
- 2001 – (selejtező)
- 2003 – divízió III 4. hely
- 2004 – divízió III 3. hely
- 2005 – divízió III 4. hely
- 2007 – divízió III 4. hely
- 2008 – divízió III 5. hely
- 2011 – divízió III 3. hely
- 2012 – divízió IIA 2. hely
- 2013 – divízió IIA 1. hely
- 2014 – divízió IB 3. hely
- 2015 – divízió IB 4. hely
- 2016 – divízió IB 1. hely
- 2017 – divízió IA 5. hely
- 2018 – divízió IA 3. hely
- 2019 – divízió IA 1. hely
- 2021 – 9. hely
- 2022 – 8. hely
- 2023 – 9. hely
- 2024 – divízió IA 2. hely
- 2025 – 10. hely
- 2026 – divízió IA

## Szövetségi kapitányok
- Balogh Tibor (1997–1999)
- Vadócz Bence (1999–2001)
- Vladimir Matejov (2001–2002)
- Balogh Tibor (2002–2005)
- Pindák László (2006–2007)
- Kis András (2007–2009)
- Gömöri Csaba (2011–2014)
- Dwayne Gylywoychuk (2015)
- Marton Tibor (2015–2018)
- Jari Risku (2018–2019)[21]
- Pat Cortina (2019–2020)[22][23]
- Lisa Haley (2020–2021)
- Pat Cortina (2022–2025)[24]
- Delaney Collins (2025–)[25]